# Monte Sant’Angelo
Monte Sant’Angelo város Olaszország Puglia régiójában, Foggia megyében a Gargano Nemzeti Park területén. 

## Fekvése
A Gargano-hegység déli részén fekszik.

## Története
A település első írásos emléke a 11. századból származik. 1081 és 1103 között a város egy normann grófság központja volt, mely a Bizánci Birodalom vazallusa volt. A 14. században a Nápolyi Királyság része lett. 1861-ben pedig csatlakozott az egyesült Olasz Királysághoz.

## Népessége
A lakosság számának alakulása:

## Főbb látnivalói
- a város fő látnivalója a Monte Sant’Angelo-szentély. A keresztény hagyományok szerint az itt található barlangban  több alkalommal is megjelent Mihály arkangyal. A szentélyt I. Anjou Károly építette.
- a város erődítménye a 18 m magas nyolcszögletű Torre dei Giganti (Óriások Kapuja) bástyával, amely 979-ben épült I. Rainulf és Robert Guiscard számára. Az erődítményt az évszázadok során többször is megerősítették.
- Rothari longobárd király sírhelye (San Giovanni in Tumba-keresztelőkápolna).
- a 11-12. századi Santa Maria Maggiore-templom
- a város mellett található Pulsano-apátság.

## Források

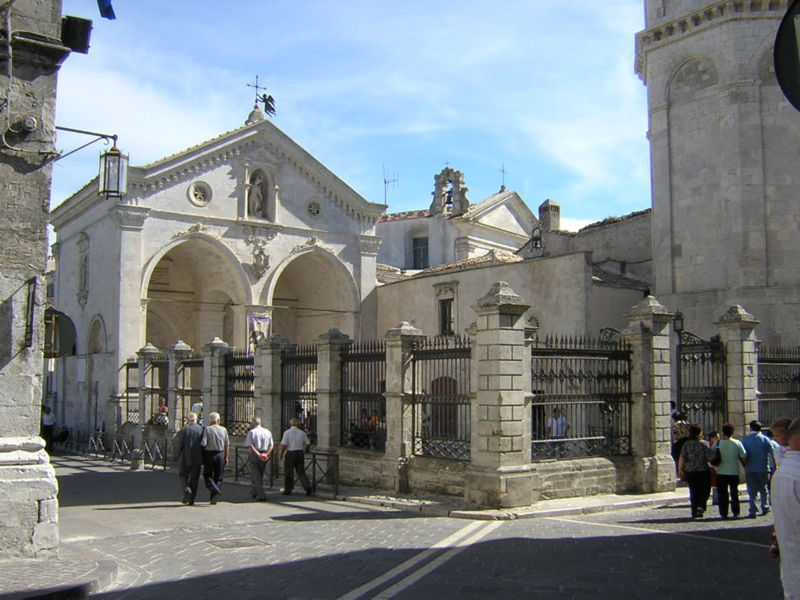
A Szent Mihály szentély